# Islington (borgo di Londra)
Il borgo londinese di Islington (London Borough of Islington) è un borgo londinese nella parte nord della città, e fa parte della Londra interna.

## Storia

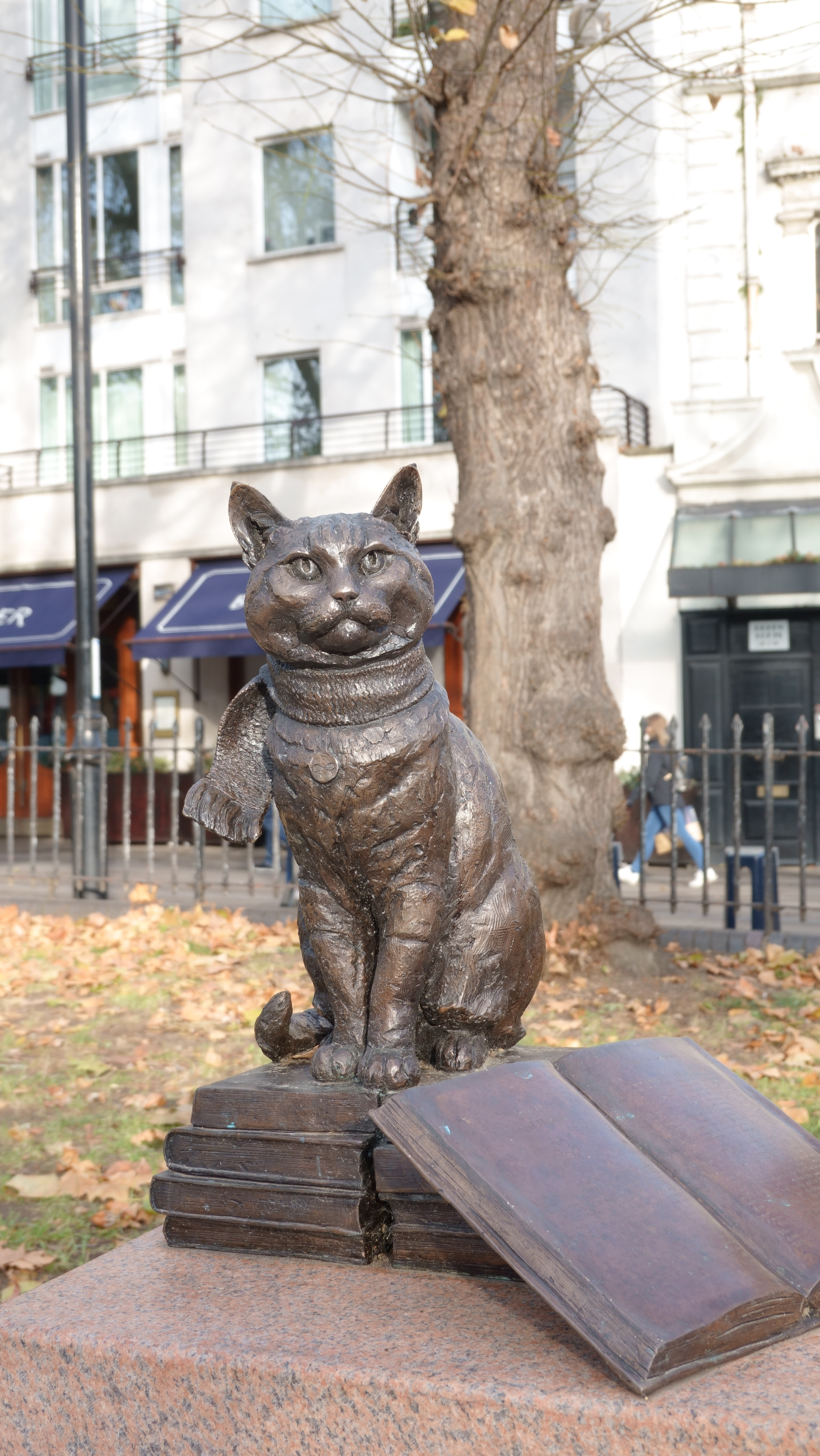
Statua raffigurante il gatto Bob

Venne costituito nel 1965 dall'area del Borgo metropolitano di Islington e del Borgo metropolitano di Finsbury.

## Luoghi d'interesse
Nel parco di Islington Green si trova la statua raffigurante il gatto Bob, divenuto celebre con il libro A spasso con Bob al quale è seguito l'omonimo film

## Distretti
- Angel
- Archway
- Ashburton Grove
- Barnsbury
- Canonbury
- Clerkenwell
- Finsbury
- Finsbury Park
- Highbury
- Holloway
- Islington
- Kings Cross
- Newington Green
- Pentonville
- St Luke's
- Tufnell Park

## Wards
- Barnsbury
- Bunhill
- Caledonian
- Canonbury
- East Canonbury
- Clerkenwell
- Finsbury Park
- Highbury East
- Highbury West
- Hillrise
- Holloway
- Junction
- Mildmay
- St. Georges
- St. Marys
- St. Peters
- Tollington